# Giovanni Briccio
Pour les articles homonymes, voir Briccio.
Giovanni Briccio également connu sous les noms de Giovanni Francesco Bricci, Brissio, ou Brizio  est un peintre, auteur de théâtre et musicien italien, né à Rome le 25 mars 1579, où il est également mort le 6 juin 1645. 

## Biographie
Contrairement au souhait de son père, Giovanni Battista Briccio, un fabricant de matelas, qui voulait qu'il travaille avec lui à son affaire, Giovanni Briccio a préféré étudier les lettres, en particulier la poésie, en entrant à l'Académie des Taciturnes, où il a pris le nom de « le circonspect ».
En tant qu'érudit, il a écrit principalement des comédies et des textes burlesques à la manière de Berni et Burchiello.
En tant que peintre, il a étudié avec Federico Zuccari, dont il était un disciple talentueux.
En musique, il était puer à la Cappella Giulia, puis chantre dans plusieurs églises romaines et également maître de chapelle à S. Luigi dei Francesi. Aussi connu sous le nom de Giovanni Francesco del Leuto, il était préfet de la Congrégation des Saints Ambroise et Carlo al Corso. Il aurait composé le motet In medio Ecclesiae aperuit os eius, publié dans un recueil de Fabio Costantini en 1616. En 1632, il publie à Rome les énigmatiques canons musicaux à deux, trois et quatre voix, avec un discours au-dessus des canons.
Ses contemporains l'ont reconnu comme exceptionnel dans tous les arts.
Marié à Chiara Recupita, il a eu plusieurs enfants, dont un fils nommé Basilio, architecte, peintre et mathématicien, et une fille, Plautilla (1616-1690), qui était aussi une excellente peintre, au point d'être admis à l'Académie de dessin de Rome. Elle a été la première femme architecte à Rome et dans le monde occidental. On se souvient des deux frères pour les dessins, peintures et décorations qu'ils ont réalisés dans la Villa del Vascello à l'extérieur de Porta S. Pancrazio à Rome.
Le roman de Melania G. Mazzucco, L'Architettrice, est dédié à la fille Plautilla et au rôle que son père avait en tant que mentor de sa fille.
Il est mort après une longue maladie, à Rome le 8 juin 1645, laissant de nombreuses comédies et textes en prose inédits, qui furent publiés après sa mort.

## Œuvre
- La dispettosa moglie. Comedia di Giouanni Briccio romano della congrega de Taciturni. Doue si dimostra quanto sia precipitoso lo sdegno delle donne, Venise, Domenico Imberti, 1619.
- L'auentura di Zanni, e Pascariello, comedia da ricitarsi in vna mascherata, o in vn festino, Bologne, 1670.
- Fra Scipione Borghesi (alias Giovanni Briccio), Specchio della miseria umana, Bracciano, 1621.
- La zingara sdegnosa Composé sous la forme d'une comédie de Giouanni Briccio Roman. Amusement et passe-temps , Venise, Angelo Salvadori, 1634.
- I difettosi comedia di Giouanni Briccio detto il Circonspetto nella Congrega de Taciturni,  Venise, Giovanni Alberti, 1606
- Il Pantalone imbertonao. Comedia nuoua di Giouanni Briccio romano pittore. Doue con ridicolose scene ornate di figure si mostra spesso esser vero quel prouerbio, qual dice, che vn disordine accommoda vn'ordine , Viterbe, auprès des Disciples. À la demande de l'auteur, 1617
- La Tartarea. Comedia infernale di Giouanni Briccio romano. Doue con nuoua, e diletteuole compositione si mostra la virtù acquistarsi per sola opera di gran disaggio, e fatica , Viterbe, Girolamo Discepolo, 1614.